# Gajo Petrović
Gajo Petrović (Karlovac, 12. ožujka 1927. – Zagreb, 13. lipnja 1993.), hrvatski filozof srpskog podrijetla, član Srpske akademije znanosti i umjetnosti. Jedan od najvažnijih predstavnika praxis filozofije. Svoje je filozofsko usmjerenje označavao kao mišljenje revolucije.
Bio je profesor ontologije, spoznajne teorije i logike na zagrebačkom Filozofskom fakultetu od 1950. pa do smrti, a predavao je na mnogim sveučilištima u Europi i SAD-u. Počasni je doktor sveučilišta u Strasbourgu. Član SANU od 1988 godine. Jedan je od osnivača i glavni urednik međunarodno poznatoga časopisa Praxis (1964. – 1974.) te suosnivač i član Savjeta Korčulanske ljetne škole (1964-1974.). Objavio je 14 knjiga (Engleski empirizam, Od Lockea do Ayera, Filozofija i marksizam, Prologomena za kritku Heideggera i dr.) i više rasprava i eseja.
Tijekom studentskih prosvjeda 1968. godine podržao je studentske zahtjeve protivno uputama SKH, zbog čega je 8. lipnja iste godine i isključen iz njenog članstva. Službeni je razlog za njegovo isključenje bio "anarholiberalizam".

## Djela
- Filozofija i marksizam, Zagreb: Naprijed, 1976. (2. izdanje; 1. izdanje 1964)
- Mišljenje revolucije. Od "ontologije" do "filozofije politike", Zagreb: Naprijed, 1978.
- Filozofija i revolucija, Zagreb: Naprijed, 1983. (2. izdanje; 1. izdanje 1973; izdanje na njemačkom 1971.)
- Praksa/istina, 1986.

## Vanjske poveznice
- Archiva Gajo Petrovića (engl.)
- Gajo Petrović – čovjek i filozof: zbornik radova s konferencije povodom 80. obljetnice rođenja, 2008.